# Nicolau dos Reis Lobato

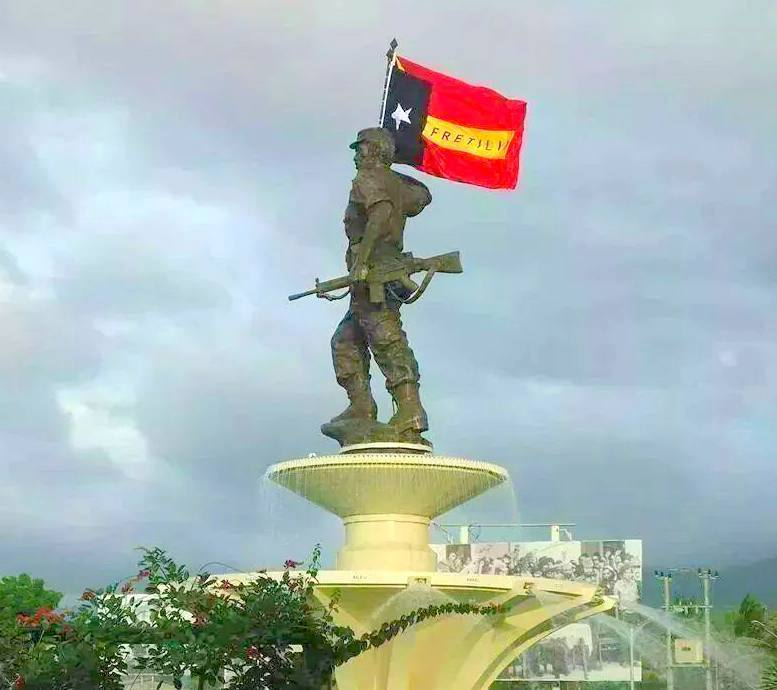
Nicolau Lobato

Nicolau dos Reis Lobato (1946. május 24. – 1978. december 31.) kelet-timori politikus és nemzeti hős.
1946-ban született a Portugál timori Bazarteteban. 1975. november 28-ától december 7-éig Lobato volt Kelet-Timor miniszterelnöke. Az indonéz hadsereg megérkezésekor Lobato, csakúgy mint a többi Fretlin (Forradalmi Front a Független Kelet-Timorért) vezető a timori hátországba ment, hogy harcoljon a megszállók ellen. 1978 utolsó napján, egy indonéz különleges egység rajtaütött Lobaton. A különleges alakulatot Prabowo Subianto hadnagy vezette (aki egyébként később Suharto indonéz elnök veje lett). Lobatot haslövés érte, melybe bele is halt. A holttestet Dilibe szállították, hogy az indonéz sajtó megszemlélhesse. Nicolau dos Reis Lobato Kelet-Timor nemzeti hősévé vált. A kelet-timori nemzetközi repülőteret is róla nevezték el Presidente Nicolau Lobato International Airportnak.